# Trofeu Cidade de Vigo
El Trofeu Cidade de Vigo és un torneig futbolístic d'estiu de caràcter amistós que té lloc cada any a la ciutat de Vigo, des de 1971. El seu equip amfitrió és el Celta de Vigo.

## Historial
| Ano  | Campió                    | Subcampió              | Resultat    | Tercer                 | Quart             |
| ---- | ------------------------- | ---------------------- | ----------- | ---------------------- | ----------------- |
| 1971 | Panathinaikos FC          | Celta de Vigo          |             | Pontevedra CF          |                   |
| 1972 | Celta de Vigo             | Nacional               |             | Budapesti Vasas        |                   |
| 1973 | Celta de Vigo             | Chelsea FC             |             | CD Ourense             |                   |
| 1974 | Honvéd SE                 | Celta de Vigo          |             | Köln                   |                   |
| 1975 | Celta de Vigo             | Levski Sofía           |             | Rosario Central        |                   |
| 1976 | Celta de Vigo             | Benfica                |             | Deportivo de La Coruña |                   |
| 1977 | Atlético Mineiro          | Sporting de Portugal   | 1−0         | Torpedo Moskvà         | Celta de Vigo     |
| 1978 | Cruzeiro                  | Celta de Vigo          | 2–1         | FC Porto               | Nottingham Forest |
| 1979 | Athletic Club             | Celta de Vigo          |             | Botafogo               | Ferencvárosi      |
| 1980 | Celta de Vigo             | FC Barcelona           | 3–2         | Atlético Mineiro       | CSKA Sofia        |
| 1981 | Reial Madrid              | Celta de Vigo          |             | Sporting de Gijón      |                   |
| 1982 | Reial Madrid              | Celta de Vigo          | 3–2         | Sporting de Gijón      | Hajduk Split      |
| 1983 | Southampton               | Dinamo București       |             | Celta de Vigo          |                   |
| 1984 | Celta de Vigo             | Betis                  | 3–2         | Peñarol                | Videoton          |
| 1985 | Dynamo Kyiv               | Celta de Vigo          |             | Reial Valladolid       |                   |
| 1986 | Celta de Vigo             | Reial Valladolid       |             | Fluminense             |                   |
| 1987 | SC Internacional          | Celta de Vigo          |             | Marroc                 |                   |
| 1988 | Celta de Vigo             | Botafogo               |             | Boca Juniors           |                   |
| 1989 | Benfica                   | Celta de Vigo          |             | Atlètic de Madrid      |                   |
| 1990 | Spartak Moskvà            | Sevilla FC             |             | Celta de Vigo          |                   |
| 1991 | Celta de Vigo             | SD Compostela          | 1–1 (3–2 p) |                        |                   |
| 1992 | Celta de Vigo             | Reial Madrid           | 1–1 (p)     |                        |                   |
| 1993 | Celta de Vigo             | Vasco da Gama          | 3–1         |                        |                   |
| 1994 | Independiente de Medellín | Celta de Vigo          | 1–1 (p)     |                        |                   |
| 1995 | Sevilla FC                | Celta de Vigo          | 1–1 (4–3 p) |                        |                   |
| 1996 | Internazionale            | Celta de Vigo          |             | Deportivo de La Coruña |                   |
| 1997 | Celta de Vigo             | SS Lazio               | 2–2 (4–3 p) |                        |                   |
| 1998 | Celta de Vigo             | AC Fiorentina          | 2–0         |                        |                   |
| 1999 | Celta de Vigo             | Perugia Calcio         | 4–0         |                        |                   |
| 2000 | Celta de Vigo             | FC Porto               | 0–0 (4–3 p) |                        |                   |
| 2001 | Sporting de Portugal      | Celta de Vigo          | 0–0 (5–4 p) |                        |                   |
| 2002 | Celta de Vigo             | Paris Saint-Germain FC | 3–1         |                        |                   |
| 2003 | Sevilla FC                | Celta de Vigo          | 1–1 (4–1 p) |                        |                   |
| 2004 | Vitória de Guimarães      | Celta de Vigo          | 1–1 (6–5 p) |                        |                   |
| 2005 | Celta de Vigo             | Reial Saragossa        | 2–1         |                        |                   |
| 2006 | Celta de Vigo             | Boavista               | 4–3         |                        |                   |
| 2007 | Atlètic de Madrid         | Celta de Vigo          | 0–0 (4-2 p) |                        |                   |
| 2008 | Celta de Vigo             | Sparta Rotterdam       | 4–2         |                        |                   |
| 2009 | Celta de Vigo             | Sporting de Gijón      | 3–0         |                        |                   |
| 2010 | Reial Saragossa           | Celta de Vigo          | 1–0         |                        |                   |
| 2011 | Sporting de Gijón         | Celta de Vigo          | 1–0         |                        |                   |
| 2012 | Celta de Vigo             | Atlètic de Madrid      | 1–0         |                        |                   |

## Palmarès
| Equip                     | Títols | Anys |
| Celta de Vigo             | 21     | 1972, 1973, 1975, 1976, 1980, 1984, 1986, 1988, 1991, 1992, 1993, 1997, 1998, 1999, 2000, 2002, 2005, 2006, 2008, 2009, 2012 |
| Reial Madrid              | 2      | 1981, 1982 |
| Sevilla FC                | 2      | 1995, 2003 |
| Panathinaikos FC          | 1      | 1971 |
| Honvéd SE                 | 1      | 1974 |
| Atlético Mineiro          | 1      | 1977 |
| Cruzeiro                  | 1      | 1978 |
| Athletic Club             | 1      | 1979 |
| Southampton               | 1      | 1983 |
| Dynamo Kyiv               | 1      | 1985 |
| SC Internacional          | 1      | 1987 |
| Benfica                   | 1      | 1989 |
| Spartak Moskvà            | 1      | 1990 |
| Independiente de Medellín | 1      | 1994 |
| Internazionale            | 1      | 1996 |
| Sporting de Portugal      | 1      | 2001 |
| Vitória de Guimarães      | 1      | 2004 |
| Atlètic de Madrid         | 1      | 2007 |
| Reial Saragossa           | 1      | 2010 |
| Sporting de Gijón         | 1      | 2011 |